# دلی استک
دلی استک (انگلیسی: Kelli Stack؛ زادهٔ ۱۳ ژانویهٔ ۱۹۸۸) بازیکن هاکی روی یخ اهل ایالات متحده آمریکا است.